# Deutsche Leichtathletik-Meisterschaften 1955
Die 55. Deutschen Leichtathletik-Meisterschaften wurden vom 4. bis 7. August 1955 im Waldstadion in Frankfurt ausgetragen. Im Gegensatz zur meist üblichen Austragungspraxis fanden die Meisterschaften in nahezu allen Disziplinen im Rahmen dieser Veranstaltung statt, also auch die Mehrkämpfe und der Marathonlauf.

## Wettbewerbsprogramm
Eine Änderung des Wettkampfangebots gab es beim Gehen: Bereits 1933 und 1934 hatte es im Straßengehen als kürzere Distanz neben der Strecke über 50 km den Wettbewerb über 20 km gegeben. Anschließend war diese Disziplin bei den ausgetragenen Meisterschaften zwischen 1942 und 1953 einige Male von einem Gehwettbewerb über 25 km abgelöst worden. Nun kehrte man zur nach 1952 international üblichen 20-km-Strecke zurück. Das 10.000-m-Bahngehen hingegen, welches von 1938 bis 1954 auf dem Programm gestanden hatte, wurde gestrichen und kehrte erst im Jahr 2000 wieder ins Meisterschaftsprogramm zurück.

## Ausgelagerte Disziplinen
Es gab nur zwei Ausnahmen mit Meisterschaftswettbewerben an anderen Orten zu anderen Terminen:
- Waldlauf (Männer) – Schwaig bei Nürnberg, 10. April auf einer Streckenlänge mit Einzel- und Mannschaftswertung
- 50-km-Gehen (Männer) – Dortmund, 25. September mit Einzel- und Mannschaftswertung

## Rekord
Der Karlsruher SC egalisierte in der Besetzung Lothar Knörzer, Carl Kaufmann, Heinz Fütterer, Hans-Peter Meyer den bestehenden deutschen Vereinsrekord (DRVe) in der 4-mal-100-Meter-Staffel mit 40,8 Sekunden.

## Medaillengewinner Männer
Die folgenden Übersichten fassen die Medaillengewinner und -gewinnerinnen zusammen. Eine ausführlichere Übersicht mit den jeweils ersten sechs in den einzelnen Disziplinen findet sich unter dem Link Deutsche Leichtathletik-Meisterschaften 1955/Resultate.
| Disziplin                                   | Gold                                                                      | Leistung              | Silber                                                                     | Leistung              | Bronze                                                                        | Leistung              |
| ------------------------------------------- | ------------------------------------------------------------------------- | --------------------- | -------------------------------------------------------------------------- | --------------------- | ----------------------------------------------------------------------------- | --------------------- |
| 100 m                                       | Heinz Fütterer (Karlsruher SC)                                            | 10,4 s00000           | Manfred Germar (ASV Köln)                                                  | 10,4 s00              | Leonhard Pohl (TSV Pfungstadt)                                                | 10,6 s00              |
| 200 m                                       | Carl Kaufmann (Karlsruher SC)                                             | 21,4 s00000           | Heinz Fütterer (Karlsruher SC)                                             | 21,4 s00              | Leonhard Pohl (TSV Pfungstadt)                                                | 21,9 s00              |
| 400 m                                       | Karl-Friedrich Haas (1. FC Nürnberg)                                      | 47,2 s00000           | Karl Blümmel (Eintracht Frankfurt)                                         | 47,6 s00              | Hans Geister (CSV Marathon 1910 Krefeld)                                      | 47,8 s00              |
| 800 m                                       | Horst Liell (Post SV Trier)                                               | 1:50,0 min000         | Friedrich Stracke (Barmer TV 1846 Wuppertal)                               | 1:50,7 min            | Günter Dohrow (SCC Berlin)                                                    | 1:50,7 min            |
| 1500 m                                      | Werner Lueg (Barmer TV 1846 Wuppertal)                                    | 3:44,4 min000         | Olaf Lawrenz (Berliner SC)                                                 | 3:44,6 min            | Werner Bumann (TK Hannover)                                                   | 3:48,6 min            |
| 5000 m                                      | Herbert Schade (Solinger LC)                                              | 14:11,6 min000        | Walter Konrad (TSV 1860 München)                                           | 14:30,4 min           | Stephan Lüpfert (VfB Stuttgart)                                               | 14:37,4 min           |
| 10.000 m                                    | Fritz Hänsch (TSV München-Ost)                                            | 30:40,4 min000        | Stephan Lüpfert (VfB Stuttgart)                                            | 30:42,0 min           | Jan Mieczniekowski (SC 1880 Frankfurt)                                        | 30:49,0 min           |
| Marathon                                    | Hans Vollbach (ASV Köln)                                                  | 2:41:00 h000000       | August Blumensaat (TUSEM Essen)                                            | 2:42:00 h000          | Hermann Brecht (SCC Berlin)                                                   | 2:45:10 h000          |
| Marathon, Mannschaftswertung                | TUSEM EssenAugust Blumensaat Fritz Schöning Günter Leifhelm               | 8:23:41 h000000       | TSV Bayer 04 LeverkusenKlaus Köhler Gerhard Doerfeld Dieter Engelhardt     | 8:45:01 h000          | SCC BerlinHermann Brecht Günter Thiele Siegfried Uebe                         | 8:52:39 h000          |
| 110 m Hürden                                | Bert Steines (TuS Rot-Weiß Koblenz)                                       | 14,7 s00000           | Rudolf Böck (Post-SV München)                                              | 15,0 s00              | Manfred Grohnert (TUSEM Essen)                                                | 15,1 s00              |
| 200 m Hürden                                | Bert Steines (TuS Rot-Weiß Koblenz)                                       | 23,9 s00000           | Manfred Grohnert (TUSEM Essen)                                             | 24,9 s00              | Dietrich Zirr (OSC Berlin)                                                    | 25,0 s00              |
| 400 m Hürden                                | Wolfgang Fischer (Stuttgarter Kickers)                                    | 52,7 s00000           | Werner Möller (Rendsburger TSV)                                            | 52,7 s00              | Helmut Janz (Rot-Weiß Oberhausen)                                             | 54,2 s00              |
| 3000 m Hindernis                            | Helmut Thumm (TSV Bernhausen)                                             | 8:55,2 min000         | Walter Müller (TSV 1860 München)                                           | 9:03,0 min            | Günter Heßelmann (VfB Lohberg)                                                | 9:05,0 min            |
| 4 × 100 m Staffel                           | Karlsruher SCLothar Knörzer Carl Kaufmann Heinz Fütterer Hans-Peter Meyer | 40,8 s DRVe           | TSV 1860 MünchenRampf Heinrich Umlauft Hans Trimpl Eduard Feneberg         | 41,6 s00              | Rot-Weiß OberhausenBruno Schminke Günter Grote Bastian Rolf Breder            | 42,1 s00              |
| 4 × 400 m Staffel                           | CSV Marathon 1910 KrefeldKraus Urban Cleve Volker Rösch Hans Geister      | 3:15,6 min000         | TuS Rot-Weiß KoblenzVogel Günther Steines Wolfgang Schmidtke Helmut Dreher | 3:15,8 min            | Polizei SV BerlinNakladal Gerhard Weinmann Wunderlich Hans-Joachim Kowalewski | 3:17,7 min            |
| 3 × 1000 m Staffel                          | Barmer TV 1846 WuppertalFriedrich Stracke Hans Emde Werner Lueg           | 7:23,0 min000         | VfV HildesheimWalter Müller Kurt Ernst Dieter Schreiber                    | 7:23,4 min            | OSV HördeGroß Engelbert Basse Korte                                           | 7:23,7 min            |
| 20-km-Gehen                                 | Claus Biethan (Hamburger SV)                                              | 1:40:33,4 h00000      | Siegfried Kemper (Berliner SC)                                             | 1:41:07,0 h00         | Wolfgang Döring (Grün-Weiß Essen)                                             | 1:42:03,0 h00         |
| 20-km-Gehen, Mannschaftswertung             | Grün-Weiß EssenWolfgang Döring Erich Hesmer Alfred Fattmann               | 5:11:55,6 h00000      | Eintracht Braunschweig 1Viktor Siuda Rudolf Nolte Walter Stoltz            | 5:15:00,2 h00         | Eintracht Braunschweig 2Peinemann Köppe Pittelkow                             | 5:29:35,8 h00         |
| 50-km-Gehen                                 | Wolfgang Döring (Grün-Weiß Essen)                                         | 5:12:58,2 h00000      | Alfred Fattmann (Grün-Weiß Essen)                                          | 5:13:40,0 h00         | Walter Stoltz (Eintracht Braunschweig)                                        | 5:14:49,6 h00         |
| 50-km-Gehen, Mannschaftswertung             | Grün-Weiß EssenWolfgang Döring Alfred Fattmann Vaupel                     | 15:46:31,4 h00000     | Eintracht BraunschweigWalter Stoltz Viktor Siuda Rudi Lüttge               | 15:54:16,8 h00        | Hamburger SVEmil Griem Kaiser Rudolf Modes                                    | 16:35:17,4 h00        |
| Hochsprung                                  | Hans-Jürgen Jenss (VfL Wolfsburg)                                         | 1,90 m                | Werner Bähr (Olympia Neumünster)                                           | 1,85 m                | Theo Püll (LG 1947 Viersen)                                                   | 1,85 m                |
| Stabhochsprung                              | Julius Schneider (SC Pforzheim)                                           | 4,20 m                | Willi Reißmann (TV Fürth 1860)                                             | 4,00 m                | Ernst Lachermund (TuS Eintracht Dortmund)                                     | 3,90 m                |
| Weitsprung                                  | Ronald Krüger (Club zur Vahr Bremen)                                      | 7,55 m                | Dietrich Richter (Eintracht Frankfurt)                                     | 7,51 m                | Heinz Oberbeck (ASV Köln)                                                     | 7,38 m                |
| Dreisprung                                  | Theo Strohschnieder (TV Cloppenburg)                                      | 15,31 m               | Hermann Höhnke (Barmer TV 1846 Wuppertal)                                  | 14,50 m               | Kurt Trozowski (TuS Jahn Werdohl)                                             | 14,42 m               |
| Kugelstoßen                                 | Karl-Heinz Wegmann (Dortmunder TG)                                        | 16,02 m               | Hermann Lingnau (TK Hannover)                                              | 15,84 m               | Dietrich Urbach (VfL Bochum)                                                  | 15,67 m               |
| Diskuswurf                                  | Günther Noack (PSV Grünweiß Frankfurt)                                    | 48,80 m               | Martin Bührle (USC Heidelberg)                                             | 48,69 m               | Heinz Rosendahl (Schwarz-Weiß Radevormwald)                                   | 45,33 m               |
| Hammerwurf                                  | Karl Storch (Borussia Fulda)                                              | 59,67 m               | Hugo Ziermann (Grünweiß Frankfurt)                                         | 54,67 m               | Heinz Prechtl (Post-SV München)                                               | 54,56 m               |
| Speerwurf                                   | Heinrich Will (Rendsburger TSV)                                           | 72,64 m               | Hermann Rieder (TSV 1860 München)                                          | 70,89 m               | Luitpold Maier (TSV 1860 München)                                             | 70,76 m               |
| Fünfkampf, 1952er W. 2. Zeile: 1985er Wert. | Luitpold Maier (TSV 1860 München)                                         | 3374 P (3667 P)       | Dieter Möhring (SV St. Georg 1895 Hamburg)                                 | 3285 P (3608 P)       | Horst Bodenstein (TK Hannover)                                                | 2984 P (3403 P)       |
| Zehnkampf, 1952er W. 2. Zeile: 1985er Wert. | Josef Klik (TuS Fritzlar)                                                 | 6154 P (6589 P)       | Friedel Schirmer (FC Stadthagen)                                           | 6014 P (6444 P)       | Gerd Reinhardt (SV Darmstadt 98)                                              | 5730 P (6276 P)       |
| Waldlauf – 7750 m                           | Walter Konrad (TSV 1860 München)                                          | 23:31,0 min000        | Siegfried Steller (SCC Berlin)                                             | 23:34,6 min           | Günter Heßelmann (VfB Lohberg)                                                | 23:35,2 min           |
| Waldlauf, Mannschaftswertung                | SCC BerlinSiegfried Steller Dieter Kohls Michalowski                      | 21 P (Plätze 2/14/18) | VfB StuttgartStefan Lüpfert Wolfgang Koppatsch Zeißler                     | 24 P (Plätze 4/16/20) | SC DahlhausenHeinz Betting Gustav Disse Reinhold Hundt                        | 24 P (Plätze 9/12/23) |

## Medaillengewinnerinnen Frauen
| Disziplin            | Gold                                                                               | Leistung   | Silber                                                                 | Leistung   | Bronze                                                                          | Leistung   |
| -------------------- | ---------------------------------------------------------------------------------- | ---------- | ---------------------------------------------------------------------- | ---------- | ------------------------------------------------------------------------------- | ---------- |
| 100 m                | Maria Sander geb. Domagala (SuS 09 Dinslaken)                                      | 12,3 s00   | Renate Nitschke (OSV Hörde)                                            | 12,4 s00   | Charlotte Böhmer (OSV Hörde)                                                    | 12,4 s00   |
| 200 m                | Charlotte Böhmer (OSV Hörde)                                                       | 24,9 s00   | Inge Fuhrmann (SCC Berlin)                                             |            | Maria Jeibmann geb. Arenz (Wuppertaler SV)                                      |            |
| 800 m                | Edith Schiller (ASV Köln)                                                          | 2:15,4 min | Nanny Schlüter (VfL Pinneberg)                                         | 2:15,5 min | Friedlinde Schube (TSV Bönnigheim)                                              | 2:16,4 min |
| 80 m Hürden          | Zenta Gastl (TSV 1860 München)                                                     | 11,1 s00   | Maria Sander geb. Domagala (SuS 09 Dinslaken)                          | 11,1 s00   | Regina Lorberg (TK Hannover)                                                    | 11,2 s00   |
| 4 × 100 m Staffel    | Eintracht FrankfurtIrmgard Egert Käthe Weigel Renate Schwarzkopf Karola Ebenritter | 47,9 s00   | OSV HördeWaltraud Preker Charlotte Böhmer Else Ostmann Renate Nitschke | 48,2 s00   | Stuttgarter KickersErna Hönig Ulrike Lehr Hannelore Banzhaf Rosemarie Scheibner | 48,9 s00   |
| Hochsprung           | Inge Kilian (Eintracht Braunschweig)                                               | 1,60 m     | Ursula Ehrhardt (OSC Berlin)                                           | 1,60 m     | Hildegard Gerschler (USC Freiburg)                                              | 1,57 m     |
| Weitsprung           | Lena Stumpf (Germania Leer)                                                        | 5,82 m     | Anneliese Seonbuchner (1. FC Nürnberg)                                 | 5,76 m     | Maria Sturm (1. FC Nürnberg)                                                    | 5,72 m     |
| Kugelstoßen          | Anne-Chatrine Lafrenz (Gut-Heil Lübeck 1876)                                       | 14,23 m    | Edelgard Anhoff (SCC Berlin)                                           | 14,09 m    | Marianne Werner geb. Schulze-Entrup (SC Greven 09)                              | 13,98 m    |
| Diskuswurf           | Anne-Chatrine Lafrenz (Gut-Heil Lübeck 1876)                                       | 46,93 m    | Kriemhild Hausmann (Preussen Krefeld)                                  | 46,31 m    | Marianne Werner geb. Schulze-Entrup (SC Greven 09)                              | 46,19 m    |
| Speerwurf            | Almut Brömmel (TSV 1860 München)                                                   | 47,83 m    | Edelgard Anhoff (SCC Berlin)                                           | 44,89 m    | Elisabeth Groß (1. FC Nürnberg)                                                 | 43,59 m    |
| Fünfkampf, 1955er W. | Maria Sturm (1. FC Nürnberg)                                                       | 4466 P     | Edeltraut Eiberle (TG Trossingen)                                      | 4410 P     | Ursula Diosegi (SuS Bergedorf)                                                  | 4009 P     |

## Videolink
- Filmausschnitte u. a. von den Deutschen Leichtathletikmeisterschaften 1955 auf filmothek.bundesarchiv.de, Bereich: 8:11 min bis 10:03 min, abgerufen am 1. April 2021